# Rathaus von Lissabon

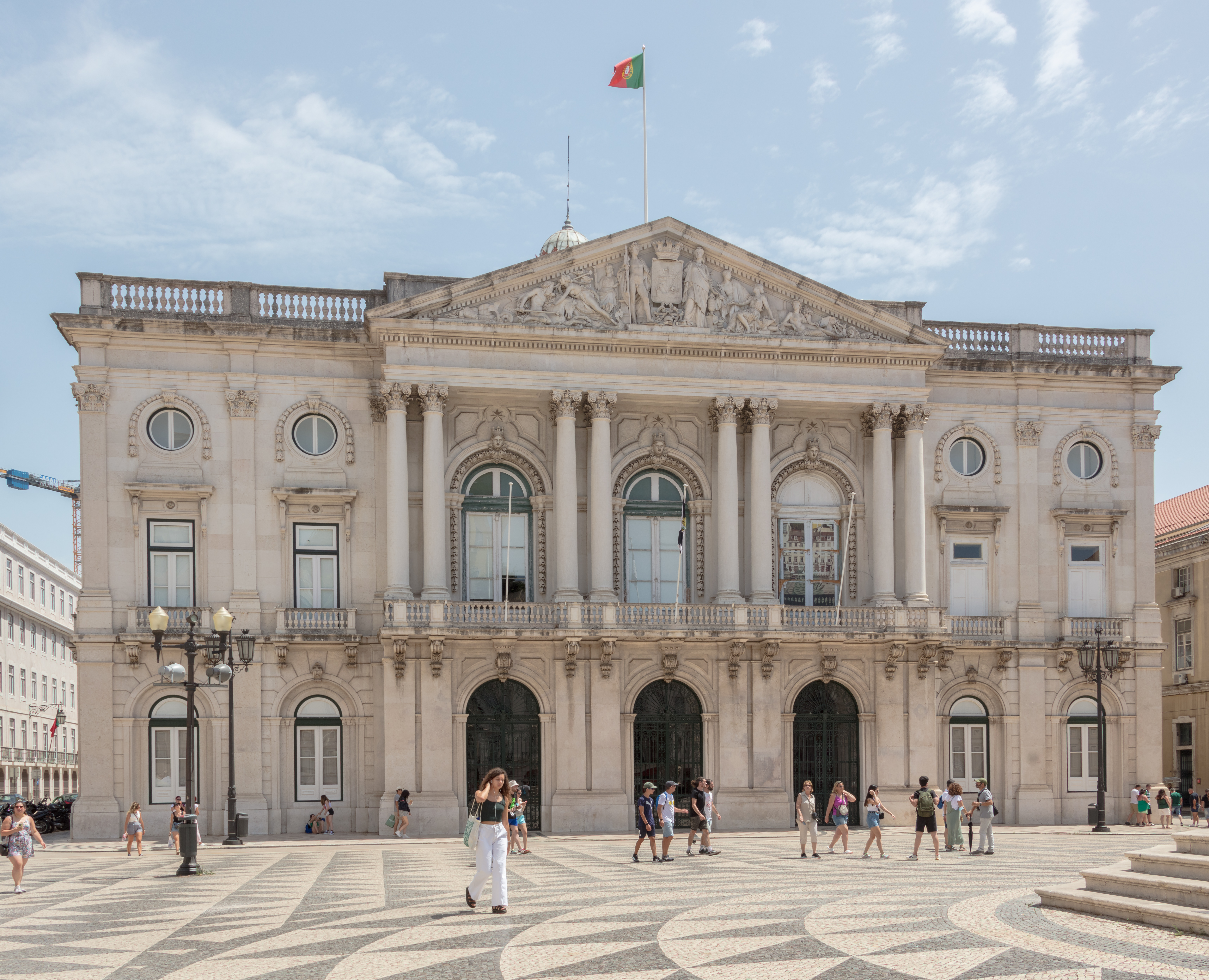
Rathaus von Lissabon (2022)

Das Rathaus von Lissabon (portugiesisch: Paços do Concelho de Lisboa, wörtl. Palast der Stadtverwaltung von Lissabon") ist ein Gebäude in Lissabon und bildet den Sitz der Stadtverwaltung (Câmara Municipal) von Lissabon. Das Gebäude befindet sich auf dem Stadtplatz (Praça do Município) in der Stadtgemeinde Santa Maria Maior. Es beherbergt den Stadtrat von Lissabon. Die monumentale Fassade im neoklassizistischen Stil weist einen großen Giebel über einem zentralen Balkon mit Skulpturen des französischen Künstlers Célestin Anatole Calmels und vier Opaions auf. Im Inneren befinden sich eine bemerkenswerte zentrale Treppe des Architekten José Luís Monteiro und Gemälde verschiedener Künstler wie Columbano Bordalo Pinheiro, José Malhoa und José Rodrigues.

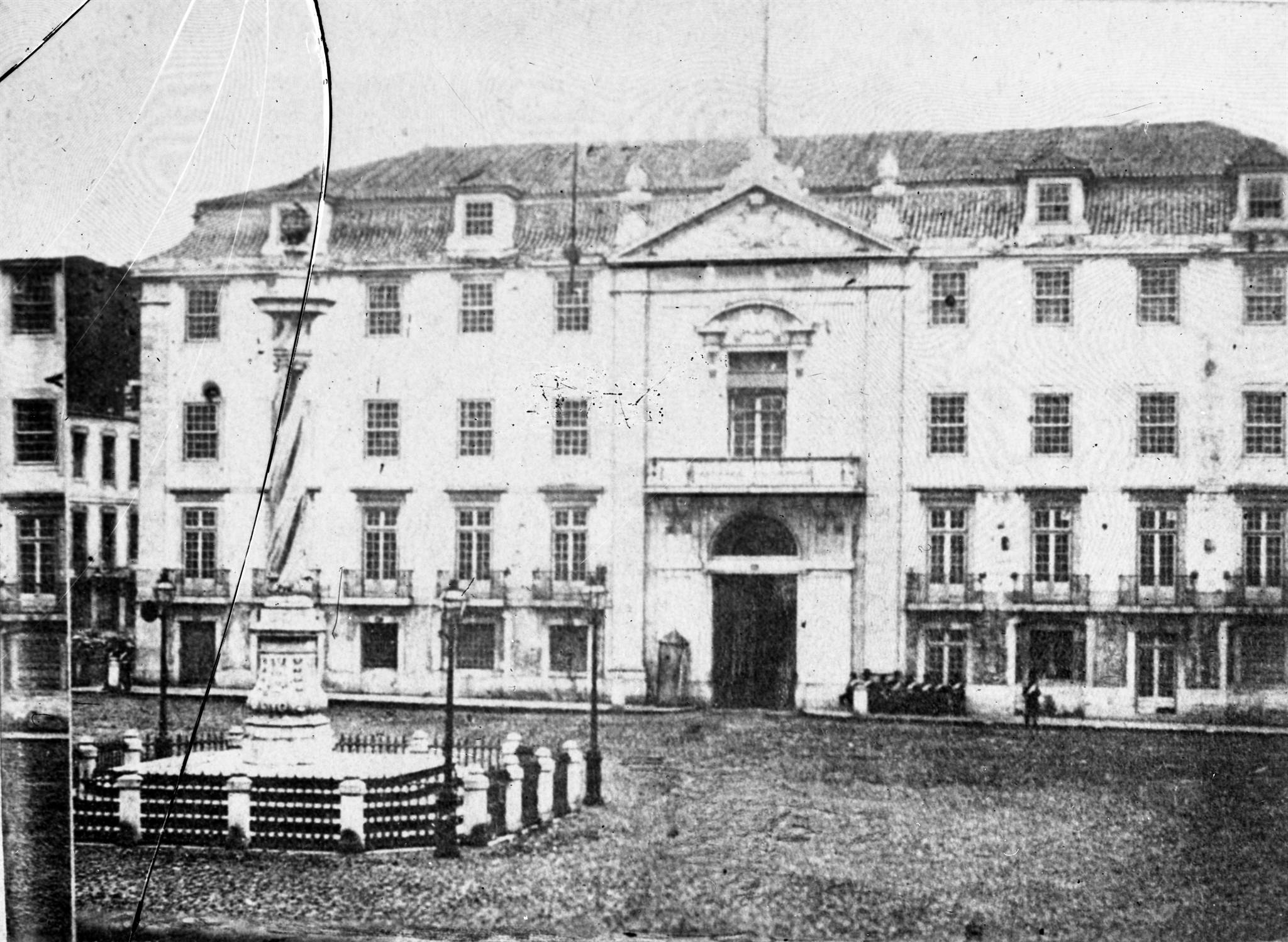
Altes Rathausgebäude 1863

Das ursprüngliche Rathaus wurde nach Plänen von Eugénio dos Santos im Zuge des Wiederaufbaus des Viertels Baixa nach dem Erdbeben von 1755 errichtet. Am 19. November 1863 wurde das Gebäude bei einem Brand vollständig zerstört. Zwischen 1865 und 1880 wurde an gleicher Stelle ein neues Rathaus nach den Plänen des Architekten Domingos Parente da Silva errichtet. Am 5. Oktober 1910 wurde von dem Rathausbalkon von José Relvas die Errichtung der Ersten Portugiesischen Republik und der Sturz des Königs verkündet.
Seit den 1930er und 1940er Jahren wurde das Gebäude immer wieder architektonisch aufgestockt, bis hin zur Aufstockung des Daches. Bei einem erneuten Brand am 7. November 1996 wurden die oberen Stockwerke und die kunstvoll bemalten Decken des ersten Stocks beschädigt. Der Architekt Silva Dias führte einen Interventionsplan durch, um das Gebäude wiederherzustellen und es den ursprünglichen Plänen von Domingos Parente da Silva anzunähern.